# Medal za Wybitne Osiągnięcia Sportowe
Medal za Wybitne Osiągnięcia Sportowe, do 1984 pod nazwą: Medal „Za Wybitne Osiągnięcia Sportowe” – polskie resortowe odznaczenie cywilne, nagroda państwowa w postaci medalu nadawanego sportowcom, którzy uzyskali wyniki światowej rangi. Przyznawany przez Przewodniczącego Głównego Komitetu Kultury Fizycznej (od 1985 r. Przewodniczącego Głównego Komitetu Kultury Fizycznej i Sportu). Było to najwyższe rangą odznaczenie sportowe.

## Historia
Medal „Za Wybitne Osiągnięcia Sportowe” został ustanowiony 7 lipca 1954 przez Józefa Cyrankiewicza. Nowa ustawa z 1984 o kulturze fizycznej zmieniła nazwę medalu na „Medal za Wybitne Osiągnięcia Sportowe”, którego przepisy i tryb nadawania określiła ustawa z 26 czerwca 1985. Z dniem 6 lipca 1996 uchwała o „Medalu za Wybitne Osiągnięcia Sportowe” uznana została za nieobowiązującą ze względu na uchyloną podstawę prawną w związku z uchwaleniem 18 stycznia 1996 ustawy o kulturze fizycznej modyfikującej Urząd Kultury Fizycznej i Turystyki, która weszła w życie 6 kwietnia 1996.
Obecnie jedynym resortowym wyróżnieniem honorowym w zakresie sportu jest Odznaka „Za Zasługi dla Sportu” ustanowiona w 2007.
Medal posiadał trzy stopnie:
- I stopień – Medal Złoty;
- II stopień – Medal Srebrny;
- III stopień – Medal Brązowy[8].

Medal nadawał Przewodniczący Głównego Komitetu Kultury Fizycznej (i jego następcy prawni) z własnej inicjatywy lub na wniosek właściwych związków sportowych.

## Kryteria nadawania
W latach 1954–1985
Przyznawano:
1. medal złoty – za zdobycie tytułu mistrza świata, mistrza olimpijskiego lub mistrza Europy, pobicie rekordu światowego lub rekord Europy;
2. medal srebrny – za zdobycie wicemistrzostwa świata lub Europy, za zdobycie drugiego lub trzeciego miejsca w igrzyskach olimpijskich, za uzyskanie tytułu akademickiego mistrza świata lub za uzyskanie innego wybitnego sukces międzynarodowego;
3. medal brązowy – za pobicie rekordu Polski przewyższającego normę klasy Mistrza Sportu lub uzyskanie znacznego sukcesu międzynarodowego[1].

W latach 1985–1996
Przyznawano:
1. medal złoty – za zdobycie tytułu mistrza olimpijskiego, mistrza świata lub Europy, pobicie rekordu świata lub Europy albo za uzyskanie innego osiągnięcia sportowego o najwyższej randze międzynarodowej;
2. medal srebrny – za zdobycie wicemistrzostwa olimpijskiego, wicemistrzostwa świata lub Europy, za uzyskanie tytułu Mistrza Uniwersjady, Mistrza Spartakiady Armii Zaprzyjaźnionych lub za uzyskanie innego szczególnie wybitnego osiągnięcia sportowego o międzynarodowym znaczeniu;
3. medal brązowy – za zdobycie trzeciego miejsca w igrzyskach olimpijskich, mistrzostwach świata lub Europy albo innego znaczącego osiągnięcia sportowego w zawodach międzynarodowych[3].

## Opis medalu (wzór 1985)
Medal miał kształt okrągły i średnicę 40 mm. Na licowej stronie znajdowały się dwie głowy w wieńcach laurowych. W górnej części znajdował się oparty na wąskim prostokącie wieniec laurowy z czerwoną baretką, w środku podzieloną paskami metalu w kolorze medalu. Na odwrotnej stronie medalu znajdował się napis „Za Wybitne Osiągnięcia Sportowe”, a pod nim element dekoracyjny.  Medal był wykonywany z metalu w kolorze właściwym dla każdego stopnia; nosiło się go na prawej stronie piersi.